# Mitte
Berlín-Mitte o Mitte (Berlín Centro) es el principal distrito de Berlín (Mitte significa ‘centro’ en alemán). Este distrito alberga al centro histórico de la ciudad. El área incluye algunos de los más importantes lugares turísticos de Berlín, como la Isla de los Museos, la Puerta de Brandeburgo, la avenida Unter den Linden, y el Reichstag, entre otros.
En 2001, los distritos de Berlín fueron reorganizados. El antiguo distrito de Mitte, que pertenecía a Berlín Este, fue combinado con los distritos de Wedding y Tiergarten para formar una nueva organización al distrito de Mitte.

## Demografía
El distrito tenía 328.297 habitantes a 30 de noviembre de 2007. La proporción de la población extranjera en este distrito es del 28,8%; la más alta de todos los distritos de Berlín. La densidad de población es de 8.297 habitantes por km².

## Subdivisiones

### Localidades
- Mitte
- Moabit
- Hansaviertel
- Tiergarten
- Wedding
- Gesundbrunnen

### Barrios

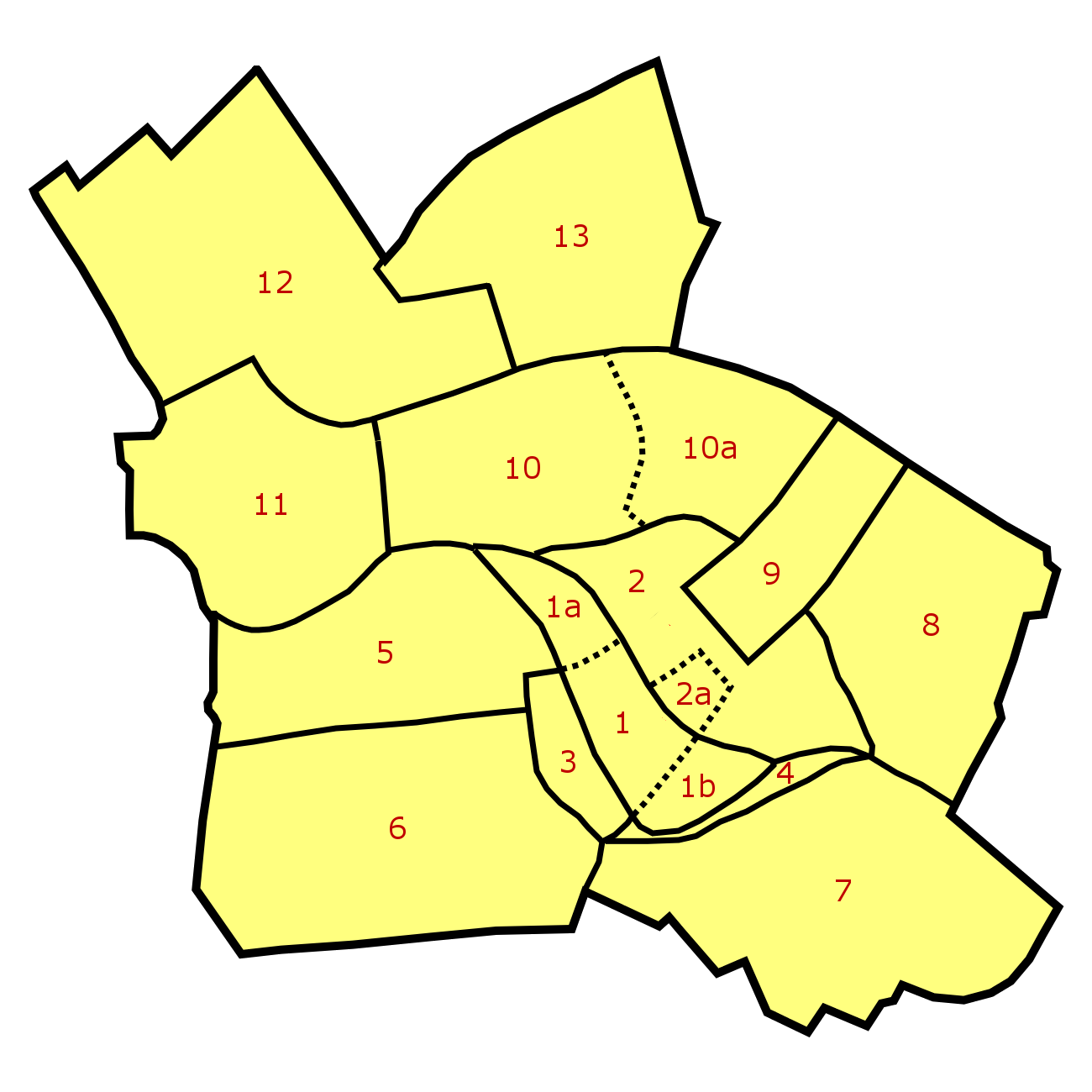
Mapa de los barrios del distrito Mitte.

- Cölln (1)
  - Museum Island (1a)
  - Fischer Island (1b)
- Altberlin (2)
  - Nikolaiviertel (2a)
- Friedrichswerder (3)
- Neukölln am Wasser (4)
- Dorotheenstadt (5)
- Friedrichstadt (6)
- Luisenstadt (7)
- Stralauer Vorstadt (8)
- Alexanderplatz (9)
- Spandauer Vorstadt (10)
  - Scheunenviertel (10a)
- Friedrich-Wilhelm-Stadt (11)
- Oranienburger Vorstadt (12)
- Rosenthaler Vorstadt (13)

## Administración

Distribución de los escaños del Parlamento del Distrito Mitte en 2016.

El alcalde del distrito Berlin-Mitte (Bezirkbürgermeister) es Stephan von Dassel del partido Alianza 90/Los Verdes.
El Parlamento del distrito, con 55 miembros (Bezirksverordenetenversammlung), en 2016 está conformado por los siguientes partidos políticos:
- SPD, 14 miembros
- Grüne, 14 miembros
- Die Linke, 10 miembros
- CDU, 7 miembros
- AfD, 5 miembros
- FDP, 3 miembros
- Piratas, 2 miembros

## Ciudades hermanadas
- Higashiōsaka (Osaka), Japón desde 1959;
- Jolón, Israel desde 1970;
- Bottrop, Alemania desde 1983;
- Schwalm-Eder desde 1992;
- Shinjuku, Tokio, Japón desde 1994;
- Tsuwano, Japón desde 1995;
- Tourcoing, Francia desde 1995;
- VI. kerület (Terézváros), Budapest, Hungría desde 2005;
- Distrito administrativo Central, Moscú, Rusia desde 2006;